# Psalm 151

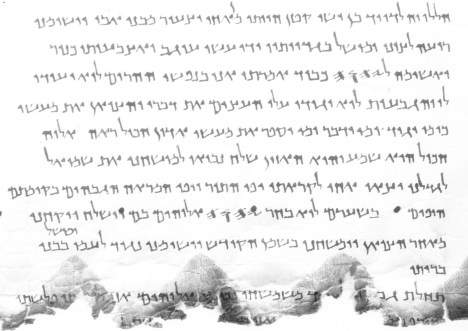
Psalm 151 in de Psalmenrol uit Qumran

Psalm 151 is een psalm die alleen in Psalmen in de Septuagint voorkomt, maar niet in de Tenach. Alleen in de Oosters-orthodoxe kerken en de Koptische Kerk wordt de psalm aanvaard als deel van de canon van de Bijbel. In Nederlandse vertalingen van de Hebreeuwse Bijbel bevat Psalmen 150 psalmen.
Psalm 151 is een lied van zeven verzen over de overwinning van koning David op de Filistijnse reus Goliat. In de Dode Zeerollen is de oorspronkelijke Hebreeuwse tekst van deze psalm teruggevonden (samen met nog enkele andere, daarvoor nog onbekende psalmen) in de grote Psalmrol uit grot 11 bij Qumran (11QPsa).
Het opschrift boven de psalm noemt David als de auteur, maar vermoedelijk is de psalm later ontstaan. In verband met de datering van 11QPsa en de Septuagint, moet de psalm in elk geval voor het begin van de christelijke jaartelling worden gedateerd.